# Miguel Gómez de la Puerta y Saravia
Miguel Gómez de la Puerta y Saravia nacido como Miguel Gómez de Saravia y de la Puerta (Asunción del Paraguay, gobernación del Río de la Plata y del Paraguay, ca. 1543 – Buenos Aires, 25 de febrero de 1606) era un comerciante que fue uno de los vecinos fundadores del grupo de los  “mancebos de la tierra” que acompañaron a Juan de Garay para erigir a la segunda población de Buenos Aires, pero esta vez con título de ciudad, y en donde se convertiría en un encomendero, estanciero y hacendado colonial.

## Biografía hasta la expedición fundadora de Garay

### Origen familiar y primeros años
Miguel Gómez de la Puerta y Saravia había nacido hacia 1543 en la ciudad de Asunción, capital de la gobernación del Río de la Plata y del Paraguay que fuera una entidad autónoma dentro del Virreinato del Perú, y por lo tanto era un mancebo de la tierra o bien un criollo.
Sus padres eran los hispano-andaluces Antonio Gómez de Saravia (n. Sevilla del reino homónimo, Corona castellana, ca. 1513 - f. Asunción del Paraguay) y su esposa Catalina de la Puerta (n. ib., ca. 1523 - f. Asunción del Paraguay).

### Los mancebos de la tierra del Río de la Plata y del Paraguay
En el año 1540 Domingo Martínez de Irala había ordenado abandonar la primera ciudad de Buenos Aires a los escasos sobrevivientes de la expedición de Pedro de Mendoza que aún perseveraban a orillas del Río de la Plata desde 1536. La medida fue resistida y criticada aunque finalmente obedecida y terminada de cumplir en junio de 1541. Estos últimos pobladores de la primera Buenos Aires habían logrado escapar del hambre, establecer relaciones pacíficas con los pueblos preexistentes y cultivar exitosamente la tierra, pero Irala pretendía concentrar a todos los integrantes de la fallida expedición de Mendoza en la Asunción, convirtiendo a esta ciudad en un centro fuerte y consolidado de la presencia castellana en la región. El tiempo confirmó lo acertado de esta medida, pues el éxito finalmente coronó la conquista y colonización española de la región, a partir del núcleo humano que se fue forjando en la Asunción del Paraguay.
La expedición de Pedro de Mendoza, concertada con el emperador en las capitulaciones, reflejaba la variedad del imperio de Carlos V, y consecuentemente la expedición que llegaba para poblar la gobernación del Río de la Plata y del Paraguay incluía alemanes, flamencos, valones, franceses, italianos, y hasta ingleses, aunque la amplia mayoría eran castellanos o provenían de los otros reinos de la península ibérica, con todas las particularidades regionales, étnicas y culturales, que ello implica. Estos europeos venían en muchos casos acompañados por sus esposas, puesto que venían a colonizar. Pero abundaron los casos en los que los españoles constituyeron sus hogares en la Asunción junto a mujeres guaraníes, como es el caso del mismo gobernador Domingo Martínez de Irala.
De esta fusión entre los europeos de orígenes diversos con los americanos, de pueblos también diversos, y en la Asunción principalmente los guaraníes a quienes Irala supo ganarse con una política marcadamente integradora, surgiría el pueblo originario de los Reinos de Indias, el de los criollos, puesto que es aquí donde se originó la estirpe americana de los mancebos de la tierra, el sustrato con el cual se fundaría la ciudad de la Trinidad, la actual Buenos Aires.
Los mancebos de la tierra como eran producto de dos culturas muy diferentes, el autor Hernando de Montalvo los describe de la siguiente manera: «Tienen poco respeto a la justicia, son amigos de cosas nuevas, vanse cada día más desvergonzados con sus mayores, tiénenlos y los han tenido en poco, fuertes en los trabajos, curiosos, diestros y amigos de la guerra».

### La jornada de Juan de Garay
El 5 de febrero Garay mandó a pregonar el bando que participaría de la jornada —nombre con el que los conquistadores llamaban a las expediciones de conquista— en el que ofrecía a los asunceños mercedes de tierras, encomienda de amerindios y aprovechamiento del ganado yeguarizo cimarrón a quienes por su cuenta participasen de la jornada para poblar el puerto de Buenos Aires con sus familias, armamento, ganado y enseres de labranza.
Miguel Gómez era vecino de la Asunción, sin embargo no parece haber recibido ni heredado encomienda de aborígenes ni mercedes de tierras, o si las tuvo las enajenó para hacer de su peculio la jornada con Juan de Garay en espera de algún beneficio. Viajó junto a su esposa Beatriz y los dos hijos mayores del matrimonio, Úrsula y Benito, ambos menores de edad y ya nacidos en la Asunción al igual que sus padres.
Treinta días después dio inicio la jornada en dirección a la ciudad de Santa Fe, cincuenta hombres, las mujeres y los hijos, más unos doscientos guaraníes, navegaron los ríos aguas abajo en la carabela San Cristóbal de la Buenaventura, los dos bergantines Santo Tomás y Todos los Santos, cuarenta balsas y muchas canoas. Otros dieciocho hombres arreaban por tierra trescientos vacunos a lo largo de la margen izquierda de los ríos Paraguay y Paraná. Al llegar a Santa Fe, muy demorados, las pérdidas de hacienda resultaban cuantiosas.
El contingente que enfrentó el trayecto final desde Santa Fe se vio aumentado con algunos vecinos de esa ciudad, pero las mujeres y los niños quedaron allí a buen resguardo y a la espera hasta que la expedición lograse asentarse en el Río de la Plata.
La flotilla llegó a destino el 29 de mayo, día de la Santísima Trinidad, de allí el primigenio nombre de «Ciudad de la Trinidad de Buenos Aires». En realidad, en un principio el nombre de Buenos Aires o Santa María de los Buenos Aires era el nombre del puerto ubicado en la boca del Riachuelo de los Navíos, que se encontraba por aquel entonces a la altura de la calle Hipólito Yrigoyen, hasta que hacia 1786 modificó naturalmente su desembocadura. Tan solo una semana más tarde llegaba el arreo de la hacienda y las carretas, que esta vez fue puesta a cargo de los mancebos de la tierra, arribando sin novedades y con mínimas pérdidas.
De inmediato se procedió a despejar la plaza, plantado el rollo de la justicia, designado los primeros cabildantes y construido un cerco espinoso como defensa con el mismo espinillo que se iba desmontando de las diferentes parcelas. Se esperaba la reacción de los naturales del lugar, por lo que los pobladores debieron sembrar la tierra sin perder de vista la espada. El ataque, que se atribuyó a los querandíes, se produjo en septiembre. Fueron rechazados, perseguidos y aniquilados a orillas del río Matanzas.
El 20 de octubre de 1580 se sorteó el nombre del santo patrono de la ciudad y el 24 del mismo mes, Garay repartió las suertes de chácaras (chacras). El 28 de marzo de 1582 se repartieron en encomienda, entre los primeros pobladores que aún permanecían en la ciudad, a los amerindios de las diferentes parcialidades de la región. Varios pobladores se habían ausentado ya, algunos a otras ciudades o nuevas fundaciones, como la de Corrientes, quizás enemistados con Garay por la dura represión a los mancebos de la tierra, sus paisanos, y seguramente sus parientes, sublevados en Santa Fe.

## Vecino fundador de la segunda Buenos Aires y deceso

### Encomendero y estanciero de Buenos Aires
En Buenos Aires, en donde nacerían los restantes siete hijos, Miguel Gómez de la Puerta y Saravia recibió en su carácter de vecino poblador de la ciudad, encomienda de indios y mercedes de tierras, la suerte de chacra N° 7 al norte del ejido de la ciudad —que heredaría su hija Isabel y en donde hoy se alza el barrio porteño de Palermo— y una suerte de estancia al sur, en los pagos de la Magdalena. Estas mercedes eran gracia real, pues la tierra americana se reputaba realenga, perteneciente al rey de Castilla, conforme las bulas alejandrinas, pero los conquistadores las consideraron compensación y pago retributivo de sus inversiones en capital y trabajo que demandara la jornada de la conquista, de donde proviene el nombre de “pagos” con que se denominó en el Plata las diferentes comarcas rurales en las que se ubicaban dichas mercedes.
La obtención de mercedes era muy importante porque constituía un recurso imprescindible para la producción de los bienes agrícola-ganaderos —el primero las suertes de chacras, y el segundo, las suertes de estancias— que garantizaban el sustento de la familia colonizadora o generaba un excedente de producción lucrativo, que se lograba mediante el propio esfuerzo o más habitualmente mediante la aplicación a esas tareas de la mano de obra de los indígenas encomendados. Además la posesión o tenencia de mercedes otorgaba la vecindad, que era condición necesaria para ocupar los cargos públicos en el Cabildo de Buenos Aires y en donde Miguel Gómez, en su carácter de vecino fundador, fue su regidor.

### Fallecimiento
Finalmente Miguel Gómez de la Puerta y Saravia fallecería en la ciudad de Buenos Aires de la gobernación del Río de la Plata y del Paraguay el 25 de febrero de 1606, año en que su esposa ya viuda hizo su testamento.

## Matrimonio y descendencia
El comerciante asunceno Miguel Gómez de la Puerta y Saravia se había unido en matrimonio hacia 1562 en la ciudad de Asunción del Paraguay con la también criolla Beatriz Luyz de Figueroa y Hernández de los Reyes (n. Asunción, ca. 1544 - ib., 16 de mayo de 1623), una hija de la española Magdalena Hernández de los Reyes (n. ¿Sevilla?, 1520) y de su cónyuge portugués Benito Luyz de Figueroa y Paiva (n. Oporto, 1515), quien posiblemente haya llegado a la Sudamérica española en la misma expedición del adelantado Pedro de Mendoza, además de nieta materna del portugués Manuel Hernández de Castilla (n. Oporto, ca. 1480) y de su mujer hispano-andaluza Mayor López de los Reyes (Sevilla del reino homónimo, 1486 - Asunción, 1546) y nieta paterna de la hispano-gallega María Pires de Figueroa (n. Santiago de Compostela, 1487) y de su esposo lusitano Jácome Luyz de Paiva (n. Oporto, 1485) que era el piloto mayor del adelantado Mendoza ya citado.
Fruto del enlace entre Miguel Gómez de la Puerta y Saravia y Beatriz Luyz de Figueroa hubo siete hijos:
- Úrsula Gómez de Saravia (n. Asunción del Paraguay, ca. 1563) que se matrimonió en Buenos Aires en el año 1580 con otro vecino fundador de Buenos Aires llamado Pedro de Izarra, alcalde de Buenos Aire en 1590, en 1605, en 1609 y en 1616, y a quien no le daría descendientes. Izarra se volvería a casar con Polonia Astor (n. ca. 1583 - Buenos Aires, 1664) y quien le concibió al menos dos hijos: a Polonia de Izarra Astor (n. ca. 1603) que se enlazaría con el general Gaspar de Gaete, y a Juan de Izarra y Astor (n. ca, 1608) que se matrimoniaría con Isabel Gómez Centurión.
- Benito Gómez de Saravia (n. ib., ca. 1564 - Buenos Aires, 24 de enero de 1613) que se enlazó en Buenos Aires hacia 1605 con la hispano-leonesa Jerónima Hurtado de Mendoza y Sánchez Pedroso (Salamanca, ca. 1585 - Buenos Aires, 1661) y fueron padres, por lo menos de dos hijos: del segundogénito Miguel Gómez de Saravia y Hurtado de Mendoza (n. Buenos Aires, ca. 1606) matrimoniado con Magdalena de la Rocha Lobo Sarmiento y Encinas de Rojas que serían los trastatarabuelos del capitán Juan José Mariano Rocha, y del primogénito Pedro Hurtado de Mendoza y Gómez de Saravia[7] (Buenos Aires, 19 de abril de 1603 - ib., 17 de agosto de 1659) que se enlazaría con Juana Holguín de Ulloa y Melo Coutiño[7] (n. 1613 - Buenos Aires, después de 1674) —una hija de Ana Holguín de Ulloa y de su cónyuge Antonio Hurtado de Melo "Raposo", y nieta materna de Juan de Melo Coutiño y de su esposa Juana Holguín de Ulloa— y con quien tuvo por lo menos a una hija llamada Ana Hurtado de Mendoza y Holguín[7] (Buenos Aires,[7] ca. 1650 - ib., ca. 1674) que se casó hacia 1670 con Juan Báez de Alpoin[7] (Buenos Aires, 27 de marzo de 1643 - ib., ca. 1715), un hijo del general Amador Báez de Alpoin[7] y de su esposa Ana Romero de Santa Cruz,[7] pero de este enlace no hubo descendencia. Una vez viudo Juan Báez de Alpoin se uniría en segundas nupcias el 1.º de enero de 1676 con Sabina Jacinta de Lavayén y Tapia de Vargas (Buenos Aires, e/ enero y septiembre de 1656 - ib., después de 1730), los cuales serían los abuelos de Sabina de Sorarte Andonaegui y Báez de Alpoin casada con el capitán Francisco Pérez de Saravia, teniente de gobernador de Yapeyú desde 1771 hasta 1774.
- María Isabel Gómez de Saravia[8] (ib., 1565 - Buenos Aires, 1660) que se unió en primera nupcias en Buenos Aires en 1595 con el hispano-siciliano Juan Domínguez Palermo[8][9][10] (Palermo[9][10] de la isla de Sicilia, 1560[10] - Buenos Aires, 9 de junio de 1635)[10] —que dio su apellido toponímico, el cual había sido adoptado por él mismo para hacerle honor a su ciudad de nacimiento, al actual barrio de Palermo[11] de la ciudad de Buenos Aires— siendo un hijo de Domingo Giovani[9] (n. ca. 1530) y de su mujer María de Vargas[9] (n. ca. 1540), y tuvieron entre otros a María[8] (n. Buenos Aires, e/ julio y septiembre de 1601)[8] y a Juana Gómez de Saravia[12] que se uniría en matrimonio con Francisco de Melo Coutiño Holguín,[12][13] un hijo del capitán Juan de Melo Coutiño[14] y de su esposa Juana de Holguín Ulloa,[15] además de nieto paterno del segundo capitán donatario portugués Vasco Fernandes Coutinho "el Hijo", nieto materno del capitán Martín de Almendras Ulloa y bisnieto materno del conquistador hispano-extremeño Pedro Álvarez Holguín.
- Martín Gómez de Saravia (n. Buenos Aires, ca. 1583).
- Juan Gómez de Saravia (n. ib., ca. 1585).
- Beatriz Gómez de Saravia (n. ib., ca. 1587).
- Lucía Gómez de Saravia (n. ib., ca. 1589 - ib., 1700) que se casó con Felipe de Castro (n. Milán, ca. 1580) y fueron padres, entre otros, de María de Castro y Gómez de Saravia (ib., ca. 1623 - ib., 25 de junio de 1693) que se enlazó con Gaspar Feo Tello (n. islas Canarias, ca. 1620) para concebir a María Feo Gómez de Saravia que sería desde el 26 de noviembre de 1661 la esposa de Juan de Melo Cabral y Amorín (n. Buenos Aires, e/ enero y 10 de abril de 1640), un hijo de Mayor López Alcoholado Amorín y Hernández de Rojas y de su cónyuge Juan de Melo Cabral y Moura y nieto paterno de los fidalgos reales portugueses Inés Nuñez Cabral de Melo y su esposo Gil González de Moura.[16]